# Ледерер, Виктор
Виктор Ледерер (нем. Viktor Lambert Lederer; 7 октября 1881, Прага — 12 октября 1944, концентрационный лагерь Аушвиц-Биркенау) — австрийский музыковед и музыкальный критик еврейского происхождения.
Окончил Карлов университет (1904) в Праге как филолог и юрист, учился также игре на скрипке, но из-за состояния нервной системы был вынужден отказаться от исполнительской карьеры. Со студенческих лет публиковался как журналист, заведовал отделом искусства в газете Prager Tageblatt. В 1904—1907 гг. жил и работал в Лейпциге, заведовал отделом музыки и искусства в газете «Лейпцигские новейшие известия». После 1907 г. жил в Вене, короткое время возглавлял газету «Musikliterarische Blätter» (в которой, в частности, напечатал известный разгромный отзыв о Камерной симфонии Арнольда Шёнберга, в котором Ледерер охарактеризовал эту полную диссонансов музыку как портрет современного общества, разъедаемого анархией и распадом морали), публиковался в таких изданиях, как «Берлинская музыкальная газета» и «Сигналы для музыкального мира».
Наиболее важный музыковедческий труд Ледерера — книга «О родине и происхождении многоголосной музыки» (нем. Über Heimat und Ursprung der mehrstimmigen Tonkunst; 1906), развивающая тезис о влиянии традиционной кельтской музыки на европейскую музыкальную эволюцию XV века и вызвавшая довольно широкий профессиональный резонанс.